# 千禧中心 (芝加哥)
千禧中心（Millennium Centre）是一棟位於美國伊利諾州芝加哥近北區的住宅摩天大樓，建築風格為後現代主義，建築高度為186公尺（610英尺），共59層樓，於2003年完工。

## 建築設計
千禧中心由Solomon Cordwell Buenz設計，大廈內總共包含350個住宅單位。在2000年9月開發商發布建設訊息，發布訊息2天後開始販售，迅速地賣掉其中95%個住宅單位。在大廈第14樓設有空中花園，並有6座2層樓的排屋圍繞著空中花園。建築頂部有著高3公尺（10英尺）並且會發光的塔尖，該塔尖被計入在建築高度內其中之一。

## 外部連結
- Official website